# 热村
热村（法語：Gée，法語發音：[ʒe] ⓘ）是法国曼恩-卢瓦尔省的一个旧市镇，属于昂热区。2016年1月1日，热村和相邻的博福尔昂瓦莱合并为新市镇安茹地区博福尔。

## 地理
热村（47°27'25"N, 0°13'53"W）面积6.38 平方千米，位于法国卢瓦尔河地区大区曼恩-卢瓦尔省，该省份为法国西部内陆省份，大致对应安茹地区，北起顺时针与马耶讷省、萨尔特省、安德尔-卢瓦尔省、维埃纳省、德塞夫勒省、旺代省、大西洋卢瓦尔省和伊勒-维莱讷省接壤。
与热村接壤的市镇（或旧市镇、城区）包括：莱布瓦当茹、马泽、圣乔治迪布瓦。

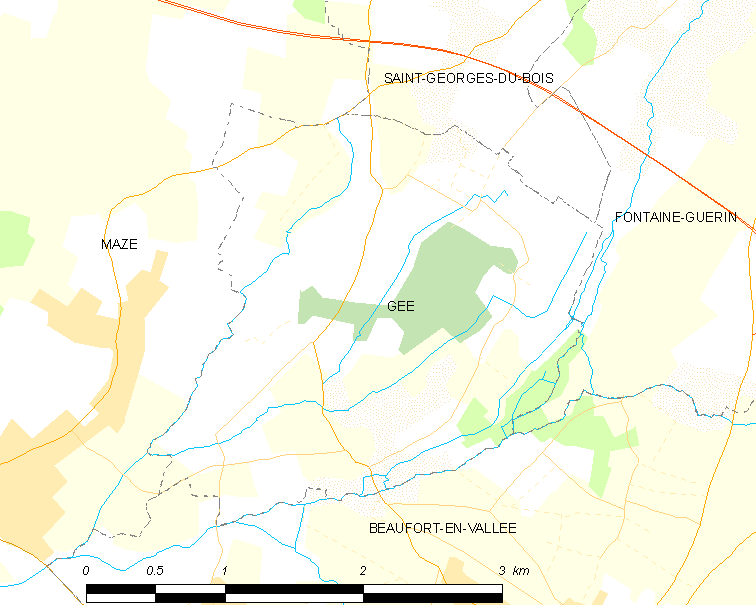
热村的OSM定位图

热村的时区为UTC+01:00、UTC+02:00（夏令时）。

## 行政
热村的邮政编码为49250，INSEE市镇编码为49147。

## 政治
热村所属的省级选区为安茹地区博福尔县。

## 人口

1962-2008年间热村人口变化图示

热村于2018年1月1日时的人口数量为529人。